# Pierre-Albert Chapuisat
Pierre-Albert «Gabet» Chapuisat (* 5. April 1948 in Lausanne, Schweiz) ist ein ehemaliger Schweizer Fussballspieler und Fussballtrainer. Er spielte 34 Mal in der Schweizer Nationalmannschaft.
Chapuisat galt in den 1970er Jahren dank seiner stupenden Technik und seiner klaren Spielübersicht als einer der brillantesten Schweizer Fussballer. Er war anderseits berüchtigt für sein aufbrausendes Temperament. Sein Sohn ist der ehemalige Fussballspieler Stéphane Chapuisat.

## Karriere
1967 schoss er als 19-Jähriger im Halbfinal des Schweizer Cups mit Lausanne-Sports ein Goal gegen den FC Sion. Der Final fand am 15. Mai 1967 gegen den FC Basel statt. Das Spiel wurde wegen der Weigerung der Lausanner Spieler, nach einem umstrittenen Penalty-Entscheid des Schiedsrichters weiterzuspielen, abgebrochen und in der Folge als 0:3-Niederlage für Lausanne-Sports gewertet. 1972/73 spielt er eine Saison lang als Stammspieler beim Paris FC, kehrt jedoch danach wieder zu Lausanne zurück. 1976 musste der temperamentvolle Chapuisat jedoch Lausanne erneut verlassen, nachdem die übrigen Spieler sich wegen seiner «Tobsuchtanfälle» einstimmig gegen ihn ausgesprochen hatten.
Daraufhin wechselte er zum Meister FC Zürich und stiess 1977 mit den Zürchern bis ins Halbfinale des Europapokal der Landesmeister vor. In Zürich war Chapuisat in seiner Führungsfunktion unbestritten. Nach drei Jahren in Zürich kehrte er 1979 abermals nach Lausanne zurück. 1981 gewann er mit Lausanne-Sports den Final des Schweizer Cups gegen den FC Zürich.
Gegen Ende seiner Spielerkarriere, mit 36, wechselte er zu Vevey Sports. Dort beging Chapuisat 1985 im Spiel Servette FC – Vevey-Sports ein Foul an Lucien Favre, das als «schlimmstes Foul im Schweizer Fussball» bezeichnet wurde, obgleich es vom Schiedsrichter nicht geahndet worden war. Favre klagte wegen vorsätzlicher Körperverletzung, und Chapuisat erhielt eine Busse von 5000 Franken. Vevey-Sports entliess ihn fristlos. Die Karriere als Spieler beendete Chapuisat beim ebenfalls zweitklassigen FC Renens.
Ab 1988 war er erstmals Spielertrainer bei einem Nationalligaclub, beim FC Bulle. 1990 wurde er entlassen, nachdem er in einer Zeitungsstory unter dem Titel «Die Dummheiten des Präsidenten» über den Vereinspräsidenten hergezogen war. Es folgten in den 1990er-Jahren zahlreiche weitere Vereine in der 1. Liga und der Nationalliga B. Obwohl die sportlichen Resultate vielfach genügten, wurde Chapuisat meist entlassen. So musste er 1993 Renens verlassen, nachdem er dem Schiedsrichter ein Weinglas nachgeworfen und dafür ein dreimonatiges Berufsverbot kassiert hatte. Den B-Ligisten FC Winterthur führte er 1994/95 in die Auf-/Abstiegsrunde, wurde jedoch untragbar, nachdem er bei einem Spiel der Trainerbank seines Vorgängervereins FC Locarno mit dem Stinkefinger begegnet war. Bei seinen meisten Trainerstationen konnte er sich dadurch nicht länger als eine Saison halten.
Im Januar 1998 übernahm er mit Étoile Carouge seinen ersten Nationalliga A-Verein. Er stieg jedoch noch in der gleichen Saison mit den Genfern ab, blieb aber dem Verein bis 2000 noch als Trainer erhalten. 2001 wurde er vom Ligakonkurrenten aus Yverdon-Sport FC engagiert und blieb dort bis 2003.
Nach zwei Engagements in der 1. Liga übernahm Chapuisat im Mai 2007 als Nachfolger von Marco Schällibaum und als bereits dritter Trainer des Vereins in der laufenden Saison den in der Super League spielenden FC Sion. Er schaffte mit der Mannschaft den dritten Rang der Schweizer Meisterschaft. Nach vier Niederlagen in fünf Spielen wurde er als Trainer wieder entlassen und kehrte im Juni 2007 wieder zum Traineramt beim ES Malley zurück, das er zuvor abgegeben hatte. Am 1. April 2009 wurde er vom Club wegen ungebührlichen Verhaltens gegen das Schiedsrichtertrio beim Match gegen den FC Echallens am 28. März, der 2:1 geendet hatte, entlassen.
Im Oktober 2009 wurde er als Nachfolger von Diego Sessolo Trainer des FC Le Mont-sur-Lausanne, der zu dieser Zeit auf dem letzten Rang der Challenge League in der Schweizer Meisterschaft lag.
2011 war er wiederum, als Nachfolger von Paolo Martelli, Trainer beim ES Malley. 2012 kehrte er als Trainer zu Yverdon-Sport FC zurück, wurde aber nach vier Monaten bereits wieder entlassen. Im Januar 2013 übernahm Chapuisat das Traineramt beim Zweitligisten Forward Morges. Er wurde bereits im folgenden Jahr vom Verein aufgrund neuerlicher Beleidigungen gegen den Schiedsrichter im Spiel gegen Stade Payerne am 15. Juni 2014 entlassen und schliesslich vom Schweizerischen Fussballverband bis Ende 2014 für alle Aktivitäten in einem Mitgliedsclub gesperrt.
2015 wurde er Trainer eines weiteren Waadtländer Zweitligisten, Bursins-Rolle-Perroy. Im November des gleichen Jahres wurde er auch da entlassen, beendete seine Karriere als Fussballtrainer und nahm eine Tätigkeit als Fussballkolumnist der Nyoner Tageszeitung La Côte auf und wird als Fussballexperte von Teleclub engagiert.

### In der Schweizer Fussballnationalmannschaft
- 34 Berufungen[17]
- Erste Berufung: Schweiz – Rumänien 0:1, am 14. Mai 1969 in Lausanne
- Letzte Berufung: Niederlande – Schweiz 3:0, am 28. März 1979 in Eindhoven

### Als Trainer
| Saison              | Mannschaft                 | Meisterschaft     | Anzahl Spiele |
| 1987–1988           | Jugend von Lausanne-Sports |                   |               |
| 1988–1990           | FC Bulle                   | Nationalliga B    | 63 Spiele     |
| 1990–1992           | FC Montreux-Sports         | Nationalliga B    | 38 Spiele     |
| 1991–1992           | FC Montreux-Sports         | 1. Liga Promotion | 26 Spiele     |
| 1992–1993           | FC Renens                  | 1. Liga Promotion | 26 Spiele     |
| 1993–1994           | FC Locarno                 | Nationalliga B    | 7 Spiele      |
| 1994–1995           | FC Winterthur              | Nationalliga B    | 42 Spiele     |
| 1995–Jan. 1998      | FC Renens                  | 1. Liga Promotion | 69 Spiele     |
| Jan. 1998–1998      | Étoile Carouge FC          | Nationalliga A    | 11 Spiele     |
| 1998–2000           | Étoile Carouge FC          | Nationalliga B    | 63 Spiele     |
| 2000                | FC Epalinges               | 1. Liga           | 22 Spiele     |
| 2001–2003           | Yverdon-Sport FC           | Nationalliga B    | 50 Spiele     |
| 2003–2004           | CS Chênois                 | 1. Liga Promotion | 38 Spiele     |
| 2005–2007           | ES Malley                  | 1. Liga Promotion | 37 Spiele     |
| Mai 2007            | FC Sion                    | Super League      | 5 Spiele      |
| 2007–April 2009     | ES Malley                  | 1. Liga Promotion | 61 Spiele     |
| 2009–2010           | FC Le Mont-sur-Lausanne    | 1. Liga Promotion |               |
| 2011                | ES Malley                  | 1. Liga Promotion |               |
| Juni 2012–Okt. 2012 | Yverdon-Sport FC           | 1. Liga Promotion |               |
| 2013–2014           | Forward Morges             | 2. Liga           |               |
| 2015                | Bursins-Rolle-Perroy       | 2. Liga           |               |

## Familie
Am 28. Juni 1969 wurde sein Sohn Stéphane Chapuisat geboren, am 17. April 1972 seine Tochter Carole. Er betreute dabei auch die Fussballkarriere seines Sohns und handelte für ihn die Verträge aus.